# Amazon Prime Video
Az Amazon Prime Video, vagy egyszerűen Prime Video az Amazon.com, Inc. előfizetéses video on demand over-the-top streaming- és kölcsönzési szolgáltatása, amelyet önálló szolgáltatásként vagy az Amazon Prime előfizetés részeként kínálnak. A szolgáltatás elsősorban az Amazon Studios által gyártott vagy az Amazon számára licenszelt filmeket és televíziós sorozatokat forgalmaz Amazon Originals (vagy Exclusives) néven, de a szolgáltatás más szolgáltatók tartalmait, tartalmi kiegészítőket, élő sporteseményeket, valamint videokölcsönzési és -vásárlási szolgáltatásokat is kínál.
A világszerte működő szolgáltatáshoz teljes körű Prime előfizetés szükséges lehet. Az olyan országokban, mint az Egyesült Államok, az Egyesült Királyság és Németország, a szolgáltatás teljes Prime előfizetés nélkül is elérhető, míg Ausztráliában, Franciaországban, Indiában, Kanadában, Olaszországban és Törökországban csak egy külön weboldalon át lehet hozzáférni. A Prime Video emellett egy tartalmi kiegészítő szolgáltatást is kínál csatornák formájában, az úgynevezett Amazon csatornák vagy Prime Video csatornák keretében, amelyek lehetővé teszik a felhasználók számára, hogy a Prime Video-n belül más tartalomszolgáltatók, például az HBO, a Showtime, a StarzPlay és a Shudder további videóelőfizetési szolgáltatásaira fizessenek elő.
A 2006. szeptember 7-én Amazon Unbox néven indult az Egyesült Államokban, a szolgáltatás filmtára egyre csak bővült, és a Prime előfizetés kialakulásával kiegészült a Prime Video csomaggal. Ezt követően átkeresztelték Amazon Instant Video on Demandra. Miután 2011-ben felvásárolta az Egyesült Királyságban működő LoveFilm streaming és DVD-by-mail szolgáltatást, 2014-ben az Egyesült Királyságban, Németországban és Ausztriában a Prime Videót is hozzáadták a Prime előfizetéshez, amely havi 7,99 £/hó vagy 7,99 €/hó előfizetéssel elérhető, fenntartva a LoveFilm Instant tervét. A szolgáltatás korábban 2012-ben Norvégiában, Dániában és Svédországban is elérhető volt, de 2013-ban megszűnt. 2016. április 18-án az Amazon az Egyesült Államokban 8,99 $-ért havonta különválasztotta a Prime Videót az Amazon Prime-tól.
2016. december 14-én a Prime Video világszerte elindult (kivéve a kontinentális Kínát, Kubát, Iránt, Észak-Koreát és Szíriát), kiterjesztve elérhetőségét az Egyesült Államokon, az Egyesült Királyságon, Németországon, Ausztrián és Japánon kívülre. Az új területek közül Belgiumban, Kanadában, Franciaországban, Indiában, Írországban, Olaszországban, Spanyolországban, Lengyelországban és Brazíliában a szolgáltatás része volt a Prime-nak, míg az összes többi országban az első hat hónapban havi 2,99 $/hó vagy 2,99 €/hó, ezt követően pedig havi 5,99 $/hó vagy 5,99 €/hó promóciós áron volt elérhető.